# AN/PPS-5
AN/PPS-5 — американская всепогодная переносная радиолокационная станция наземной разведки второго поколения, созданная в начале 1960-х годов научно-исследовательским подразделением Airborne Instruments Laboratory (AIL) производственной компании Cutler-Hammer (ныне Eaton Corporation). Разработана для слежения за перемещением войск противника в условиях плохой видимости; нашла широкое применение в американских вооружённых силах во время боевых действий в Юго-Восточной Азии и во Вьетнаме. Как правило, использовалась в составе разведподразделений мотострелковых (по шесть станций на автомобилях грузоподъёмностью в четверть тонны) и танковых батальонов (по четыре станции на бронетранспортёрах M113). Станция способна обнаружить идущего человека на расстоянии до 5 км в режиме ближней разведки и едущий легковой автомобиль на расстоянии до 10 км в режиме загоризонтной разведки. Была предназначена заменить в войсках устаревшие станцию ближней разведки AN/PPS-4 и станцию тактической разведки средней дальности AN/TPS-33.

## Принцип действия

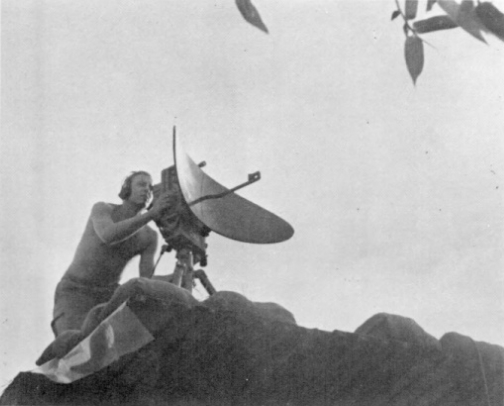
Применение станции разведки PPS-5 в режиме направленного сканирования вручную

Принцип действия основан на использовании доплеровского смещения частоты для детекции движущихся целей. Индикатор подвижных целей MTI  (англ. Moving Target Indicator) позволяет эффективно отфильтровывать помехи от неподвижных объектов, показывая оператору на экране только движущиеся в определённом секторе. Сканирование по азимуту осуществляется вращением параболической антенны.

## Разработка
Разработка станции наземной разведки велась на конкурсной основе, помимо PPS-5 были представлены станции других компаний — PPS-9 (RCA) и PPS-10 (General Dynamics), которые так и не пошли в производство. Помимо армейских структур, в программе разработки принимали участие представители Корпуса морской пехоты и Научно-исследовательский центр авиации в Роме, штат Нью-Йорк.
В 1962 году с AIL был заключен контракт на изготовление пяти опытных прототипов PPS-5. Испытания длились с 1963 по 1966 год,  в условиях различной местности и воздействия климатических факторов. Первоначальные образцы имели электронику на ЭЛТ, с января 1964 года началась их модификация под твердотельную электронику (транзисторы). Для предварительных войсковых испытаний было предоставлено три станции PPS-5 на транзисторах, прошедших полигонные испытания в Форт-Орд, штат Калифорния, Форт-Брэгг, штат Северная Каролина, и Форт-Уачука, штат Аризона, и других армейских испытательных полигонах, после чего, весной 1966 года опытные прототипы были отправлены для испытаний контингентом американских войск во Вьетнаме, где были опробованы подразделениями зелёных беретов с апреля по июль 1966 года и превзошли предъявленные к ним требования. Войсковые испытания были успешными и по их итогам было решено приступить к серийному производству станций, в июле 1966 года с AIL был подписан контракт стоимостью более $4 млн на закупку первой серийной партии PPS-5 в количестве 125 штук вместе с комплектующими.
С учётом недостатков, обнаруженных при эксплуатации станций наземной разведки предыдущих моделей, PPS-5 сделана более надёжной в эксплуатации, с меньшим коэффициентов поломок и неисправностей при аналогичных условиях эксплуатации, экономичной в плане энергопотребления и практически бесшумной, что было особенно важно в условиях Вьетнамского театра военных действий, где любой слышимый противником ночью звук мог выдать местонахождение расчёта станции. Для этих же целей была оснащена выносным пультом оператора, чтобы в случае обнаружения и обстрела противником антенного поста избежать потерь среди личного состава расчёта станции. Станция демонстрировала низкую эффективность для войны в джунглях, была малоприменима в условиях густой растительности, но обеспечивала надёжную работу на открытых рисовых полях, автоматически фильтруя естественные фоновые помехи. Другим параметром, который существенно влиял на дальность обнаружения, являлась скорость ветра над землёй, которая увеличивала воздействие естественных помех, но даже при скорости ветра, превышающей 30 км/ч, было реально отличить движущуюся цель от ложных отражений, то есть, сигнала отражённого от деревьев, кустарников и других предметов местности. Учитывая названные ограничения и непреодолимые недостатки, PPS-5 предназначалась для применения в сочетании с другими средствами обнаружения. PPS-5 вместе со станцией ближней разведки PPS-6 (General Instrument Corp.) были призваны сменить станцию PPS-4 (Sperry Gyroscope), разработанную ещё в 1955 году и находящуюся в серийном производстве с 1959 года, эффективная дальность обнаружения которой находилась в пределах 5,5 км.

## Производство
Производство радиостанций и комплектующих к ним было организовано на заводе Cutler-Hammer, Inc. в Дир-Парке, Лонг-Айленд, цинково-воздушные аккумуляторы к радиостанциям были разработаны и производились компанией Eagle-Picher Co. в Джоплине, Миссури.
| 1967 | 1968 | 1969 | 1970 | 1971 | 1972 | 1973 | 1974 |
| ---- | ---- | ---- | ---- | ---- | ---- | ---- | ---- |
| 125  | н/д  | н/д  | 0    | 217  | 315  | 58   | 159  |

Станции закупались армией по цене от $34,5 до $36,2 тыс. за шт. Серийное производство началось в июле-августе 1967 года, первые станции были поставлены армии в феврале 1967 года, последние экземпляры первой партии были доставлены с завода в июне 1967 года.

## Техническая характеристика
Станция разработана с учётом требований по возможности оперативного развёртывания, допускает управление с выносного пульта на расстоянии до 15 метров (50 футов).  Станция переносится по частям расчётом из трёх человек, является водонепроницаемой (включая погружение в воду, что позволяет её применение в водолазно-разведывательных операциях) и пригодна к десантированию в заплечной сумке парашютиста. Корпус и опорные стойки станции сделаны целиком из магниевого сплава. Встроенная контрольно-проверочная аппаратура позволяет провести отладку станции в случае нарушения её нормальной работы.
Практически вся электроника является транзисторной, за исключением магнетронной трубки преобразования радиолокационных данных в изображение и электронно-лучевые трубки экрана. Индикатор кругового обзора (PPI) на пульте оператора имеет довольно примитивный вид со шкалой дальности до обнаруженных целей и координатной сеткой для определения азимута и местонахождения цели, для простоты наведения артиллерии и миномётов на обнаруженные цели, на панели сбоку от него расположены счётчики-индикаторы азимута и расстояния до целей. Он позволяет вести разведку целей как в конкретном направлении, так и в режиме кругового обзора с вращением антенны на 360°. Позволяет установку оптико-электронных следящих устройств (объективы «A» и «B» с различной кратностью увеличения) для визуального обнаружения целей, а также видеозаписи наблюдений, сделанных в автоматическом режиме.
Вся электронная составляющая построена по блочной-модульной схеме и в целом содержит около 500 транзисторных элементов.

### Тактико-технические параметры

#### Общие
Принцип работы — некогерентная импульсная радиолокационная станция с селекцией движущихся целей (MTI pulse radar)
Потребляемая мощность без выносного пульта — 42 Ватт
Потребляемая мощность с выносным пультом — 57 Ватт
Максимальная дальность обнаружения (в безветренную погоду, на равнинной местности):
человека — 5 000 м
автомашины или группы людей — 10 000 м
Минимальная дальность обнаружения — 50 м
Минимальная скорость движения цели — 1,6 км/ч
Дальность выноса позиции оператора — до 15 м
Точность определения дальности — ± 20 м
Масса пульта оператора — 25,4 кг
Масса аккумулятора 
Полный вес системы — 46 кг
Сектор автоматического поиска по азимуту — 30-110°
Канальность по целям — 50 каналов
Минимальное время работы аккумулятора — 9 часов на одной зарядке
Влагонепроницаемость — Да, в режиме работы под дождём или в условиях сильной влажности
Водонепроницаемость — Да, в режиме транспортировки под водой
Режим управления
в режиме направленного сканирования — вручную или автоматически
в режиме кругового обзора — только автоматически (из-за опасности облучения)

#### Передатчика
Сектор сканирования 
110° в режиме направленного сканирования
360 в режиме кругового обзора
Скорость сканирования
вручную — 2,25° в режиме загоризонтного обнаружения или 4,5° в режиме ближней разведки
автомат — 9° в режиме загоризонтного обнаружения или 18° в режиме ближней разведки
Диапазон рабочих частот — K-диапазон, 16,0-16,5 ГГц
Импульсов в секунду — 4000 ± 5%
Длительность импульса — 0,25 мкс
Ширина диаграммы направленности 
по горизонтали — от 1,1° в режиме загоризонтного обнаружения до 2,5° в режиме ближней разведки
по вертикали — 3,5°
Используемая поляризация — горизонтальная

#### Приёмника
Отношение сигнал/шум — 14 дБ
Усилительный тракт — линейно-логарифмический
Промежуточная частота — 60 МГц
Диапазон частот звуковой индиикации — 50-1700 Гц